# 斯皮里东·詹尼奥蒂斯
斯皮里东·詹尼奥蒂斯（希臘語：Σπυρίδων "Σπύρος" Γιαννιώτης，1980年2月19日—）是一名希腊游泳运动员，获得2016年奥运会男子10公里公開水域游泳比賽银牌。以及获得两枚世界游泳锦标赛10公里游泳金牌。